# Damnation (album)
Pour les articles homonymes, voir Damnation.
Albums de Opeth
Deliverance
(2002) Ghost Reveries
(2005)
Damnation est le septième album studio du groupe heavy metal suédois Opeth, paru en 2003 sur le label Music for Nations et produit par Opeth et Steven Wilson.

## Historique
Il est sorti le 22 avril 2003, cinq mois seulement après la sortie du précédent album, Deliverance. Les deux albums ont été enregistrés en même temps, et étaient dans l'esprit de Mikael Åkerfeldt de constituer un album double, mais la sortie de Damnation fut repoussée de quelques mois par la maison de disque du groupe, Music for Nations.
L'album a été enregistré entre le 22 juillet et le 4 septembre 2002 en Suède dans les studios Nacksving et Fredman de Göteborg. Des enregistrements complémentaires (chœurs, solos de guitare et claviers) ont été réalisés en Angleterre dans les studios Nomansland de Hemel Hempstead.
L'album est unique à ce moment dans la discographie du groupe par l'absence complète du style metal progressif — notamment la voix gutturale — qui caractérise habituellement Opeth. Damnation est plutôt à classer dans le rock progressif de par la clarté de la voix de Mikael Åkerfeldt, le ton calme, et la complexité des mélodies. De ce fait, il s'agit probablement de l'album le plus accessible d'Opeth à cette époque, contribuant ainsi à la popularisation du groupe.
L'influence de Steven Wilson, du groupe prog anglais Porcupine Tree, est également remarquable. Il est le producteur, ingénieur du son (avec le groupe) et responsable du mixage de l'album. Il écrit aussi les paroles de la chanson "Death Whispered a Lullaby".
Il sera joué entièrement lors de la tournée de promotion et fera l'objet du premier DVD en public du groupe enregistré le 24 septembre 2003 au Shepherd's Bush Empire à Londres. Intitulé Lamentations (Live at the Shepherd's Bush Empire), les titres de Damnation côtoient quelques morceaux des albums Deliverance et Blackwater Park.
Il est le premier album du groupe à être classé aux États-Unis (192e place au Billboard 200).

## Liste des pistes
1. Windowpane  (Åkerfeldt) — 7:45
2. In My Time of Need  (Åkerfeldt) — 5:50
3. Death Whispered a Lullaby (Åkerfeldt/Wilson) — 5:50
4. Closure  (Åkerfeldt) — 5:16
5. Hope Leaves  (Åkerfeldt) — 4:30
6. To Rid the Disease  (Åkerfeldt) — 6:21
7. Ending Credits  (Åkerfeldt) — 3:40
8. Weakness  (Åkerfeldt) — 4:10

## Personnel
Opeth
- Mikael Åkerfeldt – chant, guitares
- Peter Lindgren – guitares
- Martín López – batterie, percussions
- Martín Mendez – guitare basse

avec
- Steven Wilson – mellotron, piano, Fender Rhodes piano, chœurs

## Charts
| Pays                                | Durée du classement | Meilleur classement |
| ----------------------------------- | ------------------- | ------------------- |
| États-Unis (Billboard 200)          | 1 semaine           | 192e                |
| États-Unis (Top independent albums) | 2 semaines          | 14e                 |
| États-Unis Top heatseekers albums)  | 2 semaines          | 10e                 |
| Finlande (Suomen virallinen lista)  | 1 semaine           | 37e                 |
| France (SNEP)                       | 1 semaine           | 112e                |
| Pays-Bas (Dutch Charts)             | 1 semaine           | 97e                 |